# James Ramsay (homme politique canadien)
Pour les articles homonymes, voir James Ramsay et Ramsay.
James Ramsay (16 décembre 1866–22 novembre 1935) est un homme politique canadien de la Colombie-Britannique. Il est député provincial libéral de la circonscription britanno-colombienne de Vancouver City de 1920 à 1924.

## Biographie
Né dans l'Aberdeenshire, Ramsay exploite une papeterie en Écosse. En 1891, il ouvre une usine mde biscuit, bonbons et sirop à Victoria en Colombie-Britannique et s'y installe six mois plus tard. Il siège comme conseiller municipal de Vancouver pendant 7 ans et siège comme président du conseil scolaire durant dix ans. Il exerce aussi la fonction de président du YMCA local et de président du British Columbia Manufacturer's Association, ainsi que d'avoir siégé au conseil de l'Vancouver General Hospital (en) et de la Chambre de commerce du Grand Vancouver (en).
Ramsay meurt à Vancouver en novembre 1935 à l'âge de 68 ans.
L'entrepôt de sa compagnie est désormais désigné comme édifice historique de Vancouver.